# Białki (województwo pomorskie)
Białki – wieś w Polsce położona w województwie pomorskim, w powiecie kwidzyńskim, w gminie Sadlinki. Białki leżą na trasie linii kolejowej Malbork-Kwidzyn-Grudziądz i przy drodze wojewódzkiej nr 532.
W latach 1975–1998 miejscowość administracyjnie należała do województwa elbląskiego.

## Historia
- 1394 r. – prawdopodobna data założenia wsi. Podaje się także lata 1392, 1393, 1394. Biskup pomezański Jan I Moench wydał Janowi Lemanowi (Löman) zezwolenie na budowę młynu olejnego na Liwie z warunkami tłoczenia oleju dla wszystkich biskupich dworów, a także opłacania rocznego czynszu w wysokości siedmiu grzywien.
- 1481 r. – biskup pomezański Jan IV von Lassen wydaje zgodę na budowę karczmy, ze sprzedażą piwa elbląskiego i gdańskiego dla Ambrożego Neumarktowa.
- XV w. - sekularyzacja Białek - stały się osadą książęcą. W tym czasie młyn oraz karczmę na mocy przywileju z roku 1559 prowadził Schmit, następnie (po sprzedaży) Rębowski.
- XVIII w. – szlachcic Henryk von Groeben stał się właścicielem osady. Do Białek należały także 22 morgi. Później wieś została przejęta przez pruską kamerę - urząd administracji terytorialnej. W 1787 roku, po wzięciu pod uprawę nieużytków i pastwisk, w Białkach było 7 łanów, gospodarowanych przez 36 mieszkańców.
- 1885 r. – szybszy rozwój wsi, która zajmowała 450 hektarów i liczyła równo 312 mieszkańców.
- 1939 r. – zwiększenie liczby mieszkańców do 438 osób i obecność 175 aktywnych gospodarstw domowych
- 1945-1948 r. – wybór pierwszego sołtysa wsi
- 1946 r. – założenie czteroklasowej szkoły podstawowej
- 2013 r. – stan ludności wynosił 477 osób.